# Misrata
Misrata (ar. مصراتة jako Mişrāta) – miasto w Libii (Trypolitania), u wybrzeży Wielkiej Syrty. Około 400 tys. mieszkańców. Trzecie co do wielkości miasto Libii. Stolica gminy Misrata. Port nosi nazwę Qasr Ahmed.
W czasie wojny włosko-tureckiej miasto, dzięki staraniom Ramadana Sewehli, stanowiło autonomiczny dystrykt polityczny oraz bezpieczną przystań dla wojsk tureckich.
Podczas wojny domowej w 2011 roku Misrata była oblężona przez siły rządowe, które usiłowały stłumić rewoltę opozycji.